# Грб Личко-сењске жупаније
Грб Личко-сењске жупаније је званични грб хрватске територијалне јединице, Личко-сењска жупанија. 
Грб је у садашњем облику усвојен је 11. новембра 2009. године.

## Опис грба
Грб Личко-сењске жупаније је грб са плавом бојом штита на којем се налази дегенија златне боје. Жупанија је одабрала овај симбол јер је то ендемска биљна врста која расте само на подручју ове жупаније, у којој се налазе и два национална парка: Северни Велебит и Плитвичка језера.
Маслина (благостање и плодност), храст (снага и мудрост) и винова лоза (живот и бесмртност), иако се не налазе на грбу жупаније, нашли су своје место на гонфалону Личко-сењске жупаније.